# Коронація слова — 2005

Логотип конкурсу

Коронація слова 2005. За преміальний фонд конкурсу змагалися: 931 роман, 286 кіносценаріїв, 332 п'єси.

## Номінація «Роман»
Лауреати:
- перша премія — Олексій Волков, роман «Амністія для хакера»
- друга премія — Ірен Роздобудько, роман «Ґудзик»
- третя премія — Андрій Кокотюха, роман «Шукачі скарбів»

Дипломанти:
1. Василь Кожелянко, роман «Третє полє», Видавництво «Теза» [1].
2. Марина Мєднікова, роман «Крутая плюс»
3. Віктор Коренчук, роман «Лицар тихого полювання»
4. Антоніна Рипунова, роман «Посібник для повії-початківки»
5. Ірина Хомин, роман «Сакрал»
6. Олександр Шевченко, роман «Ілюзоріум»
7. Наталія Очкур, роман «Янголи, що підкрадаються»

Заохочувальні призи:
1. Наталя Лапіна та Світлана Горбань, роман «Майстри неможливого»
2. Сашко Дерманський, «Король буків і смарагдова книга», Видавництво «Теза»[2]
3. Леся Воронина, «В гостях у космічних равликів або Таємниця помаранчевої планети», Видавництво «Теза»[3]
4. Марина та Сергій Дяченки, «Габріель і сталевий лісоруб», Видавництво «Теза»[4]
5. Марина Соколян, роман «Вежі та підземелля»
6. Олександр Гусь, роман «Непрощений»

## Номінація «Кіносценарій та п'єса»
Лауреати:
- перша премія — Валентин Тарасов, п'єса «Скажена співачка з невідомим»
- друга премія — Володимир Сердюк, п'єса «Пенсійні справи»
- третя премія — Ігор Липовський, п'єса «п'ять нещасних днів»

Дипломанти:
1. Василь Мицько, кіносценарій «Портрет»
2. Кирило Остюжанін, кіносценарій «Обідранці»
3. Ігор Козир, кіносценарій «Найгірший у світі татко»
4. Олег Гончаров, п'єса «Vita varia est» (Життя мінливе)
5. Лариса Денисенко, п'єса «Посібник з полювання на дідусів»
6. Ганна Пустовойт, кіносценарій «Перелесник»
7. Владислав Чабанюк, кіносценарій «Баба»
8. [./Https://en.wikipedia.org/wiki/Khrystyna%20Iaroshenko Христина Ярошенко], кіносценарій «Народжена вогнем»

Заохочувальні призи:
1. Ігор Воронін, кіносценарій «Без особливих прикмет»
2. Надія Симчич, п'єса «Казка тропічного лісу або мальва»
3. Євген Чвіров, кіносценарій «Історія однієї історії»
4. Володимир Бедзир, п'єса «Лабіринт»
5. Юрій Голіченко та Андрій Перцен, кіносценарій «Дайош агентуру»
6. Євген Шинкаренко, п'єса «Віолончель»
7. В'ячеслав Приймак, кіносценарій «Сфера»
8. Олександр Данилевич, кіносценарій «Вчорашній день, який був завтра»
9. Маргарита Помазкіна, п'єса «Федю мій, Федю.»
10. Володимир Петрище, кіносценарій «Останнє літо»
11. Віктор Гриценко, п'єса «Дванадцятий апостол»
12. Надія Марчук, п'єса «Мавка»
13. Ігор Устянчук, кіносценарій «П'ятниця, субота, неділя»
14. Василь Фольварочний, кіносценарій «Чорний бумер»
15. Святослав Феофілактов, кіносценарій «Щуролов»
16. Анна Раєвська, кіносценарій «Відбиток випадку»
17. Василь Трохименко, п'єса «Пахан»
18. Дмитро Кузик, п'єса «Емансипація єресі»